# 六所神社 (岡崎市)
六所神社（ろくしょじんじゃ）は、愛知県岡崎市明大寺町にある神社。旧社格は県社。多数の重要文化財を有する。

## 概要
松平氏（徳川氏）発祥の地である松平郷（現・豊田市松平町付近）の六所神社（現・豊田市坂上町）より祭神の勧請を受けて、徳川家康の祖父松平清康が創建したものである。徳川家康の産土神として江戸幕府の厚い保護を受けた。楼門前の石段は、5万石以上の大名だけが上がることを許されていたという。
松平郷の六所神社は、鹽竈六所明神（鹽竈神社の六所宮の神）より勧請を受けたもので、六柱の神を祀っていた。岡崎の六所神社はそのうち猿田彦命・塩土老翁命・事勝国勝長狭命の三神の分祀を受けた。現在は、他に12柱の神を祀る。
1910年（明治43年）、町内社とそれらの境内社を合祀した際、「懸社 高宮神社」に改称した。1922年（大正11年）、再び元の「六所神社」に改称した。
毎年10月に「六所神社例祭」が開催される。2017年（平成29年）は、10月8日（日）に宵宮祭、10月9日（月）に例祭が行われた。

## 文化財

### 重要文化財（国指定）
- 六所神社：3棟
  - 本殿・幣殿・拝殿（1棟）附：厨子6基、棟札6枚
  - 神供所
  - 楼門

※ 以上の建造物は1935年（昭和10年）に国の重要文化財に指定された。権現造の社殿（本殿・幣殿・拝殿）および神供所は、寛永11年（1634年）から同13年にかけて徳川家光の命を受けて改築されたものである。楼門は貞享5年（1688年）の建立。

### その他
- 六所神社絵馬群（83点） - 岡崎市指定有形民俗文化財[4]

## ギャラリー
- 戦前の六所神社
- 拝殿
- 本殿
- 楼門
- 神供所
- 上明大寺町にある鳥居

## アクセス
- 名鉄名古屋本線 東岡崎駅下車、徒歩で約5分。